# مسعود عزیزی
مسعود عزیزی (انگلیسی: Masoud Azizi؛ زادهٔ ۲ فوریهٔ ۱۹۸۵) یک ورزشکار دو و میدانی اهل افغانستان است.
وی در بازی‌های المپیک تابستانی ۲۰۰۴، بازی‌های المپیک تابستانی ۲۰۰۸ و بازی‌های المپیک تابستانی ۲۰۱۲ شرکت کرده است اما هیچ مدالی را کسب نکرد